# التعليم في الجزائر

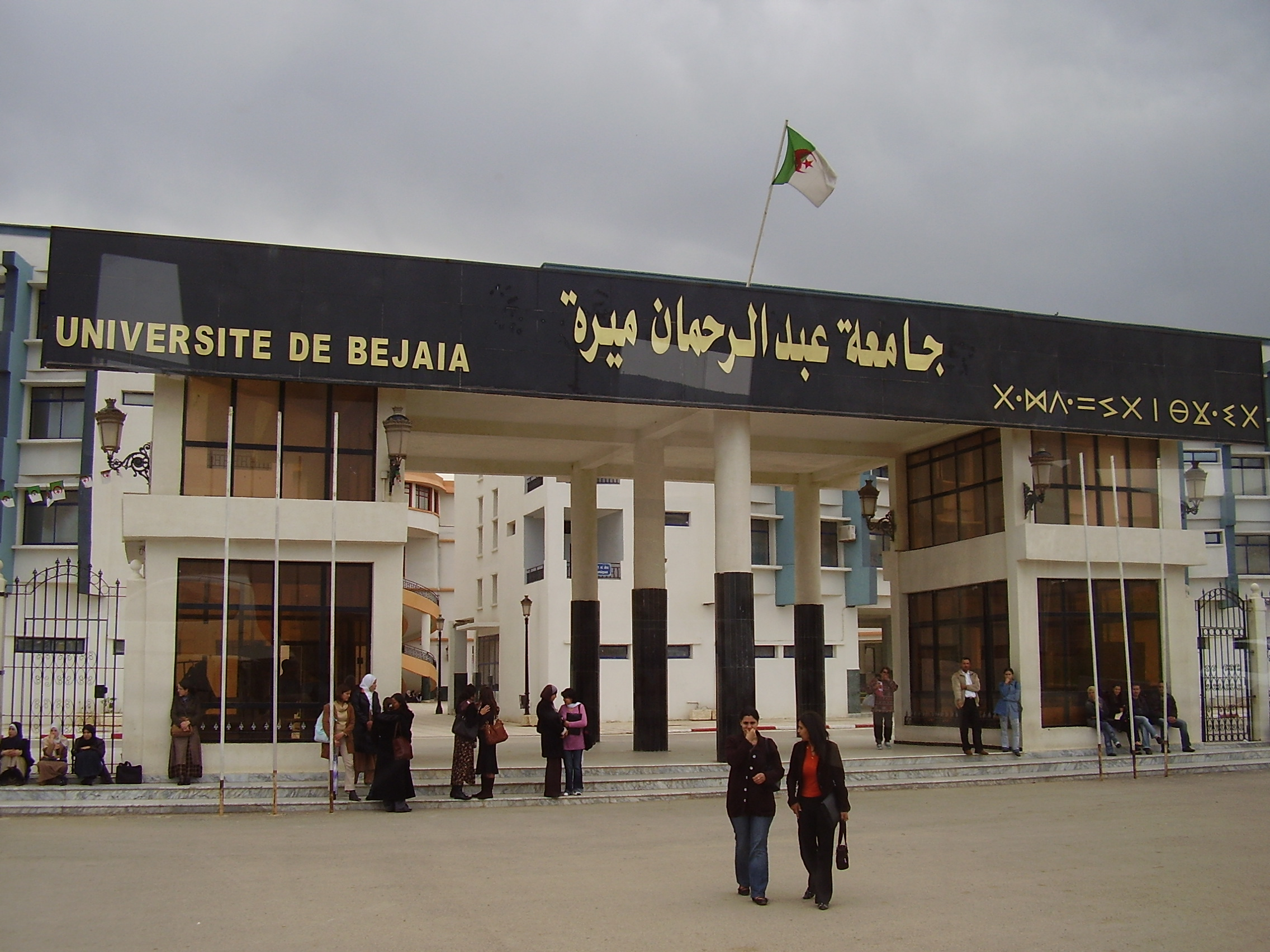
جامعة بجاية.

يعتبر التعليم في الجزائر أحد أهم القطاعات التي تولي لها الدولة أهمية بالغة من جميع النواحي، سواء من خلال الميزانية التي ترصدها للتعليم سنويا أو من خلال الطاقة البشرية الهائلة التي يضمها القطاع.
```
حيث يتكون التعليم في الجزائر من التعليم العالي الذي تشرف عليه 
وزارة التعليم العالي والبحث العلمي
، التعليم الثانوي، التعليم المتوسط، والتعليم الابتدائي والتي تشرف عليهم 
وزارة التربية الوطنية
، بالإضافة للتكوين المهني، التي تشرف عليه وزارة التعليم والتكوين المهنيين. 
[
1
]
```

## تاريخ التعليم في الجزائر

### التعليم قبل الاحتلال الفرنسي
عملت فرنسا منذ الغزو على محاربة الثقافة العربية، فقضت على المراكز الثقافية المزدهرة في الجزائر منذ قرون خلت، كذلك أغلقت نحو ألف مدرسة ابتدائية وثانوية وعالية كانت موجودة في الجزائر في سنة 1830. وقد حمل أحد الكتاب الفرنسيين وهو ًيولارً فرنسا مسؤولية تأخر الجزائر في القرن العشرين، إذ يقول:
لقد أشاع دخول الفرنسيين إلى الأوساط العلمية والأدبية، اضطرابا شديدا فهجر معظم الأساتذة الأفذاذ مراكزهم هاربين. ولقد كان يقدر عدد الطلاب قبل 1830 م بمائة وخمسين ألف طالب أو يزيدون؛ ومهما يكن من أمر فلم ينجح من المدارس القديمة سوى عدد قليل من المدارس الصغيرة، وحرمت أجيال عديدة من التّعليم
روّجت الدّوائر الاستعمارية في أوساط الأجيال الصاعدة، أن الجزائر قد بلغت في القرون الماضية أسفل درجات الجهالة والهمجية، إذا لم يكن بالبلد أي تعليم منظم ولا حياة فكرية فلا عالم بينهم ولا كاتب أديب ولا شاعر.
فالأمة الجزائرية مؤلفة كلها من أميين يجهلون القراءة والكتابة وقالوا إنّ اللّغة العربية قد ماتت منذ زمن بعيد ودفنت مع اللّغات الميتة الأخرى، وهذا من أجل تبر ير سياستها التعليمية ودعم مطامعها الاستبدادية، موهمة الرأي العام أن من واجب الأمم الراقية أن تنقذ سكان الجزائر المساكين من آفة جهل شامل، وتأخر فاحش عن ركب الأمم المتمدنة، وذلك باسم الحق والإنسانية.
غير أن الحقيقة التاريخية لا توافق ذلك في شيء، والواقع يدحض تلك الأباطيل، فما استوى الجهل على الجزائر في القرون السالفة، وما انقطعت بالجزائر مسيرة التعليم، وما انعدمت المدارس، ولا قلت العناية باللغة العربية وعلومها وآدابها، في جميع العصور الإسلامية، ومنها القرن التاسع عشر، فلم تزل وقتئذ المساجد في المدن حافلة بالأساتذة والتلاميذ، ولم تزل الزوايا بالقرى جامعة للمشايخ والطلبة، وكلهم يبذلون جهودهم في الإلمام بالعلوم ونشرها بين الجماهير. وحتى التعليم العالي، لم يكن مهملا، في عهد الجزائر العثمانية، فقد كان له نظام خاص يتكفل به مجلس بعاصمة الجزائر مؤلف من المفتيين المالكي والحنفي ومن القاضيين المالكي والحنفي، وكان ذلك المجلس يعين ناظرا يقوم على التدريس ويقدم للداي بالجزائر، وللباي بقسنطينة وبوهران العلماء المترشحين لكراسي التدريس  إذ كان ذلك الناظر بمنزلة مدير التعليم العالي كما كان المجلس يقوم مقام المجلس الأعلى للجامعات العصرية.
و في السنوات الأولى من الاحتلال، استمر التعليم بالمساجد والمدارس والزوايا مزدهرا، وعلى نفقات الأوقاف، فنجد مثلا أن الأساتذة بالمسجد الكبير بالعاصمة قد بلغ التسعة عشر أستاذا، منهم الشيخ المفتي محمد بن الشاهد مفتي المالكية، المتوفى 1792 الشيخ العربي الإمام المفتي بالمسجد الكبير والشيخ محمد بن الكاهية والشيخ مصطفى بن الكبابطي القاضي واعزيز والشيخ علي بن محمد المنجلاتي مفتي المالكية سنة 1823، ومحمد بن إبراهيم بن موسى، مفتي المالكية سنة 1824 والشيخ بن الأمين والحاج حمودة الجزائري وغيرهم.
و إذا انتقلنا إلى عاصمة الشرق قسنطينة وجدنا بها في ذلك العهد علماء أجلاء قائمين بدروس مختلفة في العلوم العربية نخص بالذكر منهم الشيخ محمد بن علي الطلحي الذي كان مجلس درسه عامرا بمسجد سيدي مسلم الحراري والشيخ عامر بن شريط وعمار العربي، الذي كان يدرس بمسجد القصبة والشيخ محمد المبارك خطيب المسجد الكبير ومفتي المالكية.
أما الجهات الغربية، فكانت تلمسان مقر العلوم يتوارثها الأبناء عن الآباء في بيوتات شهيرة مثل عائلة شعيب وعائلة المجاوي، إلى أن أفل نجمها فهجرها العلم والعلماء إلى وهران ومازونة وغيرها.
و هكذا كان العلماء الجزائريون في السنين الأخيرة من عهد الجزائر العثمانية وأوائل الاستيلاء الفرنسي قائمين بواجبهم نحو اللغة العربية والأمة يخدمون العلوم في مساجد العواصم وكذلك في المدارس التي بناها محبو العلم وأنصاره من الولاة وذوي البر والإحسان.
فكان بعاصمة الجزائر، عدد ليس بالقليل من المدارس، مثل مدرسة سيدي أيوب بالقرب من الجامع الجديد، ومدرسة حسن باشا في جوار جامع كاتشاوة فضلا عن الزوايا العديدة. ومن المدارس التي اشتهرت في القرن الماضي بحاضرة قسنطينة المدرسة الكتانية، ومدرسة سيدي الأخضر ونظيرتها بالناحية الوهرانية كمدرسة مازونة، التي نالت شهرة طائرة الذكر، منذ تأسيسها في القرن الحادي عشر للهجرة، ولم يكن التعليم وقتئذ مقتصراُ على مساجد المدن ومدارسها وزواياها فحسب، ولم بكن العلم منحصراُ في عواصم البلد فقط، بل كانت القرى تشارك في الحياة الثقافية وتأخذ نصيبها منها وذلك بواسطة بعض الزوايا المنتشرة في جميع النواحي شرقا، وغربا، في الشمال، وبالجنوب في السهول والجبال، حيث لا يسعنا المجال لإحصائها، وكان مستوى التعليم بهذه الزوايا على العموم جيد.
و كان العلماء بالمغرب الأقصى وبتونس يقدرون شهادات الطالب الجزائري حق قدرها ويعترفون له بقيمة دراساته بتلك المؤسسات، فإذا قال ذلك الطالب بأنه تخرج من مدرسة مازونية أو زاوية شلاظة أو زاوية الهامل، أو زاوية ابن أبي داود أو غيرها من المعاهد في الجزائر، قدرت دراسته واعتبرت إجازته وألحق بالأقسام العليا للتخصص بجامع القرويين بفاس أو جامع الزيتونة المعمور بتونس.
تلك هي الوضعية التعليمية ولغتها العربية قبل الاحتلال، وهكذا كان حال الشعب الجزائري من الناحية العلمية والثقافية، مساجد عامرة بالأساتذة والتلاميذ ومدارس زاهرة وزوايا حافلة بالطلبة، وذلك بشهادة الأعداء) والفضل ما شهدت به الأعداء (و حسب المقالات والدراسات والتقارير الصادرة عن مصلحة الاستخبارات العسكرية وعلى رأسهم إسماعيل أوربان، حيـث يـقول:  إنّ عدد العرب الجزائريين الذين يحسنون القراءة والكتابة في سنة 1836/1937 يفوق ما يوجد في الجيش الفرنسي المحتل إذ عدد الأميين في الجيش الفرنسي المشار إليه كان يبلغ 45% وعليه كان عدد الأميين عند الجزائريين يقل عن تلك النسبة , ورغم كل هدا بقيت الجزائر محافظة على هويتها الإسلامية والعربية على الاقل شعبيا من خلال الموروث الثقافي المتجدر من اعماق التاريخ.

### التعليم في عهد الاحتلال الفرنسي
من النتائج المباشرة للاحتلال الفرنسي للجزائر، انخفاض مستوى الدخل والمعيشة للغالبية العظمى من الجزائريين، بحيث أن أعدادا ضخمة منهم، حرمت من التمتع بالخدمات العامة، كالصحة والتعليم، والتي كانت تتوفر للوافدين الأوروبيين، والواقع أنّ كل اهتمام الإدارة الاستعمارية كان يقتصر على توفير الخدمات للمستوطنين حتى ولو أدى الأمر إلى إهمال التعليم الوطني للجزائريين دافعي الضرائب.
و رغم اهتمام نابليون الثالث بتعليم الأهالي لتسهيل، استيعابهم، إلا أن الإدارة أهملت التعليم الوطني خاصة بعد ثورة المقراني، وانتشار المشاعر المعادية للجزائريين بين المستوطنين، حتى لم تزد مخصصات التعليم العربي في سنة 1897 عن 33.000 فرنك ووصلت بعد إثنى عشـر سنة 49.000 فرنك فقط  ولكن يجدر الذكر أن تدهور التعليم الجزائري كان لا يرجع إلى قلة الاعتمادات فقط، بل كان يرجع أيضا إلى مقاومة المستوطنين وأعضاء المجالس المحلية لفكرة تعليم الأهالي. ومن المهم أيضا أن نذكر أن تلك الظاهرة لم تكن قاصرة على جهة دون أخرى، أو على فترة دون فترة بل إن تلك الظاهرة صاحبت عملية الاستيطان الأوروبي وما نتج عنه من سيطرة المستوطنين على مقاليد البلاد، حتى أنه في ناحية ذراع بن خدة مثلا وفي سنة 1912 كان يعيش 299 فرنسيا و7958 جزائريا، ومع ذلك التفاوت العددي كان لأطفال الفرنسيين مدرسة خاصة بهم في حين لم يكن للأهالي ولو مدرسة ابتدائية واحدة لتعليم أولادهم، ولما طالب الأهالي بفتح مدرسة خاصة على نفقتهم اعترض المجلس البلدي - الذي كان يضم مثل باقي المجالس غالبية فرنسية - على الفكرة وأعلن معارضته لتعليم الجزائريين.
رغم هذا أنشأت السلطات الاستعمارية الفرنسية مدارس لقلة من الجزائريين، ولكن لم تكن تهدف من وراء هذا إلى منحهم ثقافة حقيقية، تبصرهم بأحوال وطنهم ولغتهم وحضارتهم، بل كان الهدف، هو توفير بعض الموظفين البسطاء للعمل في الإدارات المحلية وبعض المعلمين وغيرهم.
يمكن أن نضيف إلى ما سبق أن تدهور التعليم الجزائري، كـان يـرجع إلى عـداء المكاتب العربية لفكـرة تعـليم الأهـالي، لأن مـدارس الأهـالي كـانت في نظـر الكثير من الضبـاط مجرد معـامل للتـعصب الأهلي (Laboratoire du fanatisme) ومن ثم يوصي غلاة الاستعمار بإهمال تعليم الأهالي وإلى إقفال المدارس الخاصة بهم تماما منذ سنة 1860. ولم يقتصر عداء الإدارة الاستعمارية، وعداء غلاة المستوطنين، على توفير فرص التعليم للأهالي فحسب، بل نجحوا منذ 1880 في منع تعليم اللغة العربية في المدارس القليلة التي كانت موجودة، بحجة اختلاف لغة الحديث عن لغة الكتابة، حتى قال أحد الجزائريين المتفرنسين:«إن تعلّم اللّغة العربية أصعب من تعلّم اللّغة الفرنسية حتى بالنسبة للجزائريين …».
كذلك ضغط المستوطنين الأوربيون على الإدارة الاستعمارية منذ 1891 لكي تقضي على بقايا المدارس الوطنية القديمة التي كانت موجودة في الزوايا أو على الأقل إخضاعها لرقابة إدارية صارمة بحجة أن التخلي عن مراقبة هيئات التدريس، يعني تهديدا لمستقبل الجزائر، والواقع أن المستوطنين كانوا يؤمنون باستمرار بأنّ الجزائري المتعلّم، يتمسّك بحقه في العيش بكرامة مثل المستوطنين أنفسهم، كما أنّه سيجهر برأيه هذا أمام مواطنيه ولهذا كله طالب أكثر من مستوطن وكاتب ومجلس بعدم إنشاء مدارس للأهالي حتى لا يثير المتاعب للمستوطنين.
و مع مرور الوقت كان المستوطنون يزيدون من ضغطهم على الإدارة ويزيدون من معارضتهم لتعليم الأهالي، حتى أعلنوا أمام اللجنة البرلمانية بقيادة «جول فيري» سنة 1892 ولجنة شارل جونار المكلفة بهذا الشأن:«إنّ تنظيم التّعليم الوطني غير مفيد…».
و على العكس ذلك نجد أن بعض غلاة الاستعمار يتحمسون لفكرة نشر المدارس الابتدائية الفرنسية في كل مكان من الجزائر، بل إنهم نادوا بتعليم الأهالي اللغة الفرنسية بدلا من اللغة العربية، باعتبار اللغة الفرنسية «أداة لغزو النفوس والقلوب» ولذلك طالب هؤلاء الغلاة باجتذاب الجزائريين إلى المدارس الفرنسية، عن طريق منحهم بعض المزايا حتى يمكن تكوين طبقة معتدلة من الزعماء الوطنيين، الذين يعملون على تدعيم النفوذ الفرنسي.
و قد يفهم من ذلك، أن الأهالي كانوا هم الذين يعارضون الذهاب إلى المدارس الفرنسية، وهو أمر تكذبه الوثائق، وكذلك تكذبه بعض الدراسات النزيهة، إذ تعترف بعضها بأن «تعليم الأهالي لا يوجد إلا على الورق، ولا يتعلم من الأهالي في المدارس القليلة إلا أقلية لا تذكر».
و فعلا نجد أنه في العام الدراسي 1885/1886، لم تتوفر فرص التعليم إلا لحوالي خمسة آلاف طفل جزائري، من بين حوالي خمسمائة ألف طفل، كانوا في سنّ التّعليم 
أما على الجانب الآخر للصورة، فقد كانت فرص التعليم تتوفر باستمرار لأبناء المستوطنين حتى يقول الكاتب والمستوطن «ديفال»(DUVAL) «إن نسبة الأطفال الأوروبيين في المدارس إلى مجموع السكان الأوروبيين في الجزائر تفوق تلك في فرنسا نفسها»، وتذكر التقارير أن نسبة الأطفال الأوروبيين في المدارس إلى السكان كانت سنة 1888م في الجزائر 1/7 وفي فرنسا 1/9، ويعني ذلك أن أطفال المستوطنين محظوظون أكثر من أطفال فرنسا نفسها.
ويشير تقرير رسمي في سنة 1916، عن حالة التعليم الابتدائي في الجزائر بما يلي: " إن عدد المدارس المخصصة لأبناء المستوطنين كانت تصل إلى 1296 مدرسة يتردد عليها 147.000 طفل أوروبي، هذا في حين كانت المدارس الابتدائية للأطفال الجزائريين لا تزيد عن 493 مدرسة يتردد عليها 36.000 طفل جزائري فقط، وهذا رغم الفارق الواضح والضخم بين الأهالي والمستوطنين.ويعترف التقرير بعدم فتح مدرسة واحدة للأهالي في تلك السنة، بل على العكس يشير إلى إغلاق 25 مدرسة وإلى نقص هيئات التدريس في معظم المدارس الأخرى التي لم تغلق.
أما تقرير سنة 1917 فإنه يعترف بأن فرص التعليم الثانوي والعالي كانت شبه محرمة على الشباب الجزائري، حتى لم يزد عدد الجزائريين في التعليم العالي عن حوالي مائتين مقابل ألف وثمانمائة أوروبي.
ويحاول الفرنسيون أن يعتذروا عن ذلك التقصير في مجال تعليم الجزائريين، ففي تقرير نشر سنة 1955، يعترف فيه المسؤولون الفرنسيون باستحالة توفير التعليم لمائتي ألف طفل جزائري كل سنة، هذا في الوقت الذي كان مائة بالمائة من أبناء المستوطنين يجدون أماكن لهم في المدارس. وعلى أي حال فإن الأوضاع البشرية ليست إلا عذرا واهيا خاصة وأن كل اهتمام المستوطنين واللجان المالية كان ينصب باستمرار على توفير التعليم للأطفال الأوروبيين.
والجدير بالذكر هو أن هناك صلة واضحة بين التعليم والاستيطان، إذ كانت نسبة التعليم تنخفض كلما اتجهنا من الغرب إلى الشرق، وكان التعليم يساير بذلك نسبة تمركز السكان الأوروبيين.كذلك كان التعليم يتركز وترتفع نسبته في الشمال عنه في الجنوب، كما كان يزدهر في المناطق الزراعية المتطورة عنه في مناطق زراعة الجنوب.

## التعليم في الجزائر المستقلة

### النظام المدرسي في الجزائر
الأساسي (الابتدائي والمتوسط)نوع المدرسة التي تزوّد هذا التعليم: المدرسة الأساسية
مدّة البرنامج: 9 سنوات (5 سنوات ابتدائي + 4 متوسط حسب البرنامج الجديد)
مدى العمر: من 6 إلى 16 سنة
شهادة / إجازة ممنوحة: شهادة التعليم المتوسط (ش ت م)
الثانوي العامنوع المدرسة التي تزوّد هذا التعليم: مدرسة التعليم الثانوي العام، مدارس ثانوية متعددة الاختصاصات منها التخصصات الادبية كتخصص اداب وفلسفة وتخصص لغات اجنبية والتخصصات العلمية: كتخصص علوم تجريبية رياضيات تقني رياضي : البرنامج: 3 سنوات
مدى العمر: من 16 إلى 18 سنة
شهادة /إجازة ممنوحة: شهادة التعليم الثانوي (ش ت ث)(بكالوريا التعليم الثانوي)
الثانوي التقنينوع المدرسة التي تزوّد هذا التعليم: ثانويات التعليم التقني (متقنة)
مدّة البرنامج: 3 سنوات
مدى العمر: من15 إلى 18 سنة
شهادة /إجازة ممنوحة: بكالوريا تقنية (ب ت ت)(بكالوريا التعليم التقني)
يوضّح التعليم في الجزائر كمقارنة جيّدة جدا مع الدّول النامية الأخرى. التمدرس في الجزائر إلزامي وحضوري من قبل أكثر الأطفال في الجزائر. هذا يدوم لمدة 9 سنوات. تبدأ في عمر 6 سنوات وتمرّ به حتى عمر 15 سنة. 97 % من الأولاد يحضرون المدرسة بينما 91 % من البنات يحضرن المدرسة في الجزائر. عند الجزائر ما يعادل أكثر من 60 جامعة عبر البلاد كاملة وعدد من الكليّات التقنية تستقبل الآلاف من الطلبة كل سنة وكذا المدارس الوطنية العليا اهمها المدرسة العليا للذكاء الاصطناعي والمدرسة العليا للانظمة المستقلة

### المراحل الأولى للتعليم
بلغت نسبة المتعلمين في الجزائر 70% سنة 2003، مقارنة مع المعايير العالمية. الفرق بين الجنسين ما زال واضحا، 79% للذكور، 61% للإناث. رغم جهود الدولة، تبقى النقائص على الميدان. التعليم، يأخذ ربع الميزانية العامة. تواجه الإدارة ضغطا من نوع خاص، إيواء صغار التلاميذ الجدد، ثم إيواءهم كشباب الجامعات.
التعليم في الجزائر مجاني وإلزامي لمن دون 16 سنة، رغم أن نسبة المتمدرسين لا توافق 100%. مواصلة الدراسة تسقط بحدة بين المدرسة والمرحلة الثانوية، تشير المعطيات لوجود نصف عدد المسجلين من المدرسة في الثانوية.
نسبة النجاح في البكالوريا في تصاعد، 43% حاليا.
- التعريب: حاولت فرنسا طمس الهوية العربية، خلال 132 سنة، آثار هذا ما زالت واضحة في تداخل الفرنسية بالعربية، تقرير فرنسي مع دُخولها الجزائر، أثبت أن نسبة المتعلمين 40%، ممن يمكنهم الكتابة والقراءة، أكثر من معدل الفرنسيين أنفسهم.[بحاجة لمصدر] المدارس القرآنية كانت وراء دعم التعليم، صار الأمر لنصف العدد، بعد تطبيق نظام التدريس الفرنسي، لتتأخر العربية في مجال التقنية، وتبقى لغة للأدب.

دخل التعريب على التعليم متأخرا لكن بحدة (كان مفرنسا)، ولم تكن هنالك حرية في اختيار اللغة، وكمواجهة النقص في مدرسي العربية، تعاقدت الدولة قبلها مع أساتذة من الدول العربية.

## التعليم بالأرقام
حسب الإحصائيات الأخيرة لوزارة التربية الوطنية للسنة الدراسية 2018-2019 لعدد التلاميذ في الأطوار التعليمية الثلاث دون التعليم العالي.
| التلاميذ    | 926892 | التحضيري        | 5.8  | الطور الإبتدائي | 19049 | مجموع الموظفين          | 749232 |
| نسبة الذكور | 50.8   | الطور الإبتدائي | 48.8 | الطور المتوسط   | 5508  | نسبة النساء             | 63%    |
| نسبة الإناث | 49.2   | الطور المتوسط   | 31.7 | الطور الثانوي   | 2440  | منهم التأطير الإداري    | 10.1   |
|             |        | الطور الثانوي   | 13.7 | مجموع المؤسسات  | 26997 | منهم التأطير البيداغوجي | 89.9   |

### التمويل
ميزانية وزارة التربية والتعليم.
| السنة              | 2018 | 2017 | 2016 | 2015 | 2014 | 2013 | 2012 | 2011 | 2009 | 2008 | 2007 | 2006 | 2005 | 2004 |
| ------------------ | ---- | ---- | ---- | ---- | ---- | ---- | ---- | ---- | ---- | ---- | ---- | ---- | ---- | ---- |
| الميزانية مليار دج | 709  | 760  | 799  | 752  | 711  | 698  | 935  | 581  | 672  | 378  | 357  | 269  | 243  | 186  |

## الجامعة
تضمّ الشبكة الجامعية الجزائرية ثلاثة وستين (63) مؤسسة للتعليم العالي، موزعة على ثلاثة وأربعين (43) ولاية عبر التراب الوطني. وتضم سبعة وعشرون (27) جامعة وعشرون (20) مركزا جامعيا واثنتا عشر (12) مدرسة وطنية عليا وخمسة (05) مدارس عليا للأساتذة.
إن مؤسسات التكوين العالي (أنظر ركن «مؤسسات التكوين العالي خارج القطاع») لم تأخذ في الحسبان ضمن هذا التعداد.
كما توجد مدارس ومعاهد تخضع لوصاية قطاعات وزارية خارج قطاع التعليم العالي.

### مخابر البحث العلمي
تضم شبكة البحث العلمي ستة مائة وتسعة وثلاثون (639) مخبرا بالمؤسسات الجامعية الوطنية، ومن بينها أربعة تنتمي إلى قطاعات أخرى

### النظام الدراسي المعمول به
تتم الدراسة الجامعية في الجزائر وفق مرحلتين

#### مرحلة التدرج
التي تنقسم بدورها إلى نوعين : أما الأول فهو مرحلة التكوين قصير المدى، وتقدر مدته بـ (03) سنوات، والثاني هو مرحلة التكوين طويل المدى، وتتراوح مدته بين (04)-(05)أو (07) سنوات حسب التخصص.

#### مرحلة ما بعد التدرج
تكون على مرحلتين متتاليتين: الأولى مرحلة الماستير وتتراوح مدتها من (02) سنتين كحد أدنى فما فوق، ومرحلة الدكتوراه التي تتراوح مدتها من (03) سنوات كحد أدنى فما فوق.

### الشهادات الممنوحة
تقوم مختلف الهياكل الجامعية الجزائرية بتقديم شهادات نهاية الدراسة حسب التخصص وحسب المرحلة الجامعية:

#### مرحلة التدرج
يتوج فيها الطالب بشهادات عدة حسب نوع التكوين، فأما بالنسبة للتكوين طويل المدى، فتقدم فيه الشهادات التالية:
- ليسانس
- مهندس
- طبيب

أما التكوين قصير المدى، فتمنح فيه الشهادات التالية:
- مهندس تطبيقي
- تقني سامي.

#### مرحلة ما بعد التدرج
تمنح فيها الشهادات التالية :
- ماجستير/ ماستير
- دكتوراه

## لغة التدريس في الجامعات الجزائرية
اللغة العربية في التخصصات الأدبية واللغة الانجليزية في التخصصات العلمية والتكنولوجية والطب .

## العلوم والتقنية
منذ الاستقلال، جعلت الجزائر التقدّم تقني رئيسي، خصوصا في الفولاذ وصناعات الكيمياويات النفطية.على أية حال، الجزائر ما زالت عندها نقص حادّ من العمّال المهرة وبشدّة معتمدة على التقنيات الأجنبية. التدريب العلمي يجري أساسا في جامعة هواري بومدين للعلوم والتقنية، تأسّست في 1974 ؛ جامعة وهران للعلوم والتقنية، تأسّست في 1975؛ جامعة عنابة (تأسّست في 1975)، جامعة البليدة (تأسّست في 1981)، جامعة بومرداس (تأسّست في 1981)، جامعة قسنطينة (تأسّست في 1969)، جامعة وهران بالسانية (تأسّست في 1965)، جامعة تلمسان (تأسّست في 1974)؛ وجامعة فرحات عباس بسطيف (تأسّست في 1978). في 1987 - 1997، طلاب العلوم والهندسة وصل تعدادهم حتى 58 % من تسجيلات الجامعات والكليّات. يشغّل مكتب الحكومة الوطني للبحث العلمي 18 مركز بحوث في علم الأحياء ؛ علم الأجناس البشرية؛ علم المحيطات والثروات السمكية؛ علم الفلك، الفيزياء الفلكية، وعلم فيزياء الأرض ؛ الطاقة المتجدّدة ؛ المناطق القاحلة؛ نقل التقنية؛ وحقول أخرى.

## وصلات خارجية
- موقع وزارة التربية